# Une étrangère dans la ville
Pour plus de détails, voir Fiche technique et Distribution.
Une étrangère dans la ville (titre original: Strange Lady in Town) est un film américain réalisé par Mervyn LeRoy et sorti en 1955.

## Synopsis
Le docteur Julia Winslow Garth quitte Boston pour une nouvelle vie dans l'Ouest et s'installe près de Santa Fe en 1880. Elle arrive avec des innovations comme le stéthoscope et les antibiotiques.

## Fiche technique
- Réalisation : Mervyn LeRoy
- Scénario : Frank Butler
- Production : Warner Bros.
- Lieu de tournage : Old Tucson Studios, Tucson, Arizona
- Image : Harold Rosson
- Musique : Dimitri Tiomkin
- Type : Western
- Couleur : WarnerColor Cinemascope
- Montage : Folmar Blangsted
- Durée : 112 minutes
- Date de sortie : 
  - États-Unis : 12 avril 1955
  - France : 25 novembre 1955
- Affiche : Jean Mascii (France)

## Distribution
- Greer Garson : Dr Julia Winslow Garth
- Dana Andrews : Dr Rourke O'Brien
- Cameron Mitchell : Lieutenant David Garth
- Lois Smith : Spurs O'Brien
- Walter Hampden : Gabriel Mendoza
- Pedro Gonzalez Gonzalez : Martinez-Martinez
- Joan Camden : Norah Muldoon
- Anthony Numkena : Tomascito Diaz
- José Torvay : Bartolo Diaz
- Adele Jergens : Bella Brown
- Robert J. Wilke : Karg
- Frank DeKova : Anse Hatlo
- Russell Johnson : Shadduck
- Gregory Walcott : Scanlon
- Douglas Kennedy : Slade Wickstrom

Acteurs non crédités
- Louise Lorimer : Mme Wallace
- Victor Millan : le jeune prêtre
- Belle Mitchell : Catalina
- Ralph Moody : Général Lew Wallace
- George D. Wallace : Curley